# Cayo Pequeña Whale
El Cayo Pequeña Whale (en inglés: Little Whale Cay) es una pequeña isla privada. Little Whale Cay se encuentra a 140 millas (230 km) al sureste de Fort Lauderdale, en el estado de la Florida, en la cadena de la isla Berry de las Bahamas.
Little Whale Cay fue desarrollado en la década de 1930 como una residencia e isla privada de Wallace Groves, un hombre de negocios de EE. UU. con un fuerte interés en las Bahamas.